# Бретон
Бретон (англ. Breton) — село в Канаді, у провінції Альберта, у складі муніципального району Бразо.

## Населення
За даними перепису 2016 року, село нараховувало 574 особи, показавши зростання на 15,7%, порівняно з 2011-м роком. Середня густина населення становила 333,5 осіб/км².
З офіційних мов обидвома одночасно володіли 15 жителів, тільки англійською — 535. Усього 20 осіб вважали рідною мовою не одну з офіційних, з них 5 — українську.
Працездатне населення становило 225 осіб (50% усього населення), рівень безробіття — 13,3% (7,7% серед чоловіків та 21,1% серед жінок). 88,9% осіб були найманими працівниками, а 8,9% — самозайнятими.
Середній дохід на особу становив $46 748 (медіана $27 136), при цьому для чоловіків — $68 360, а для жінок $27 118 (медіани — $41 856 та $21 520 відповідно).
27,8% мешканців мали закінчену шкільну освіту, не мали закінченої шкільної освіти — 33,3%, 38,9% мали післяшкільну освіту, з яких 22,9% мали диплом бакалавра, або вищий.
| Статево-вікова структура населення | Статево-вікова структура населення | Статево-вікова структура населення | Статево-вікова структура населення | Статево-вікова структура населення |
| ---------------------------------- | ---------------------------------- | ---------------------------------- | ---------------------------------- | ---------------------------------- |
|                                    |                                    |                                    |                                    |                                    |
| Всього                             | Всього                             | 50,4%49,6%                         |                                    |                                    |
| 0 — 14 років                       | 0 — 14 років                       |                                    | 19%                                | 19%                                |
| 15 — 64 років                      | 15 — 64 років                      |                                    | 59,5%                              | 59,5%                              |
| 65 і більше                        | 65 і більше                        |                                    | 21,6%                              | 21,6%                              |
| 85 і більше                        | 85 і більше                        |                                    | 2,6%                               | 2,6%                               |
| Середній вік (років)               | Середній вік (років)               | 40,944,9                           | 42,9                               | 42,9                               |
| Медіана (років)                    | Медіана (років)                    | 42,346,5                           | 43,9                               | 43,9                               |
| — чоловіки — жінки                 |                                    |                                    |                                    |                                    |

| Походження мешканців:     | Походження мешканців:     | Походження мешканців: | Походження мешканців: | Походження мешканців: |
| ------------------------- | ------------------------- | --------------------- | --------------------- | --------------------- |
| Походження                |                           |                       | осіб                  | %                     |
| Корінні американці        | Корінні американці        |                       | 45                    | 7.84%                 |
| Інше північноамериканське | Інше північноамериканське |                       | 175                   | 30.49%                |
| Європейське               | Європейське               |                       | 435                   | 75.78%                |
| британське                | британське                |                       | 245                   | 42.68%                |
| французьке                | французьке                |                       | 40                    | 6.97%                 |
| українське                | українське                |                       | 40                    | 6.97%                 |
| Африканське               | Африканське               |                       | 30                    | 5.23%                 |
| Азійське                  | Азійське                  |                       | 15                    | 2.61%                 |
| Океанійське               | Океанійське               |                       | 30                    | 5.23%                 |

| Зайнятість населення за галузями (за класифікацією NOC): | Зайнятість населення за галузями (за класифікацією NOC): | Зайнятість населення за галузями (за класифікацією NOC): | Зайнятість населення за галузями (за класифікацією NOC): | Зайнятість населення за галузями (за класифікацією NOC): |
| -------------------------------------------------------- | -------------------------------------------------------- | -------------------------------------------------------- | -------------------------------------------------------- | -------------------------------------------------------- |
|                                                          |                                                          |                                                          |                                                          |                                                          |
| Управління                                               | Управління                                               |                                                          | 6,8%                                                     | 6,8%                                                     |
| Бізнес, фінанси та адміністрування                       | Бізнес, фінанси та адміністрування                       |                                                          | 13,6%                                                    | 13,6%                                                    |
| Природничі та прикладні науки                            | Природничі та прикладні науки                            |                                                          | 4,5%                                                     | 4,5%                                                     |
| Охорона здоров'я                                         | Охорона здоров'я                                         |                                                          | 6,8%                                                     | 6,8%                                                     |
| Освіта, правозахист, муніципальні та урядові служби      | Освіта, правозахист, муніципальні та урядові служби      |                                                          | 11,4%                                                    | 11,4%                                                    |
| Роздрібна торгівля та послуги                            | Роздрібна торгівля та послуги                            |                                                          | 20,5%                                                    | 20,5%                                                    |
| Гуртова торгівля, транспорт та обладнання                | Гуртова торгівля, транспорт та обладнання                |                                                          | 18,2%                                                    | 18,2%                                                    |
| Природні ресурси, сільське господарство                  | Природні ресурси, сільське господарство                  |                                                          | 11,4%                                                    | 11,4%                                                    |
| Виробництво                                              | Виробництво                                              |                                                          | 9,1%                                                     | 9,1%                                                     |

## Клімат
Середня річна температура становить 2,5°C, середня максимальна – 20,7°C, а середня мінімальна – -19,5°C. Середня річна кількість опадів – 559 мм.
| Клімат поселення                              | Клімат поселення | Клімат поселення | Клімат поселення | Клімат поселення | Клімат поселення | Клімат поселення | Клімат поселення | Клімат поселення | Клімат поселення | Клімат поселення | Клімат поселення | Клімат поселення | Клімат поселення |
| Показник                                      | Січ.             | Лют.             | Бер.             | Квіт.            | Трав.            | Черв.            | Лип.             | Серп.            | Вер.             | Жовт.            | Лист.            | Груд.            |                  |
| Середній максимум, °C                         | −6,31            | −2,76            | 2,31             | 9,83             | 15,81            | 19,78            | 20,74            | 20,45            | 15,41            | 10,46            | 1,36             | −4,66            |                  |
| Середня температура, °C                       | −12,91           | −9,36            | −4,3             | 3,23             | 9,20             | 13,17            | 15,35            | 15,06            | 10,02            | 5,05             | −4,04            | −10,06           |                  |
| Середній мінімум, °C                          | −19,52           | −15,97           | −10,9            | −3,39            | 2,59             | 6,57             | 9,96             | 9,66             | 4,61             | −0,33            | −9,44            | −15,45           |                  |
| Норма опадів, мм                              | 26               | 18               | 23               | 33               | 63               | 93               | 106              | 75               | 51               | 26               | 26               | 19               |                  |
| Середньомісячна швидкість вітру, м/с          | 3.09             | 3.28             | 3.34             | 3.50             | 3.49             | 3.17             | 2.90             | 2.76             | 2.98             | 3.24             | 3.13             | 3.12             |                  |
| Середньомісячна сонячна радіація, кДж/м²·день | 3587             | 7067             | 12193            | 17189            | 20474            | 21819            | 22288            | 18701            | 12723            | 7583             | 3815             | 2654             |                  |
| --------------------------------------------- | ---------------- | ---------------- | ---------------- | ---------------- | ---------------- | ---------------- | ---------------- | ---------------- | ---------------- | ---------------- | ---------------- | ---------------- | ---------------- |
| Джерело:                                      |                  |                  |                  |                  |                  |                  |                  |                  |                  |                  |                  |                  |                  |